# 上州街道
上州街道（じょうしゅうかいどう）は、上州（上野国）と周辺地域を結ぶ街道の周辺地域における名称。本項目では、信濃国上田（長野県上田市）から上信国境の鳥居峠を経由し上野国高崎（群馬県高崎市）に至る脇街道について説明する。同街道は上野国側では信州街道と呼ばれるが、信州街道と言った場合上野国最後の宿場・大笹宿（吾妻郡嬬恋村大笹）より信濃国側の経路が上州街道とは異なり、仁礼宿（須坂市仁礼）を経由し福島宿（須坂市福島）に至る大笹街道（仁礼街道）となる。上州街道に含まれない大笹から上田の区間は、大日向（上田市真田町長）を経由することから大日向道（大日方道）と呼ばれる。上州街道 / 信州街道は大戸関所を通過することから大戸街道または大戸通りとの呼び名もある。
本項目では、「上州街道」とは上田 - 大笹 - 高崎を、「信州街道」とは福島 - 大笹 - 高崎を、「大笹街道」とは福島 - 大笹を、「大日向道」とは上田 - 大笹を指すものとし、それぞれについて説明を加える。

## 概要
上州街道 / 信州街道のルートは、中山道・北国街道で結ばれる高崎 - 上田 / 須坂 / 善光寺（長野市）間のバイパスとして利用された。
須坂周辺から高崎へ向かう場合に北国街道・中山道よりも距離・日数の面で優位であり、上州街道は須坂藩主が参勤交代で江戸まで往復するのに用いるなど栄えた。また大笹宿と中山道の沓掛宿の間も沓掛道によって結ばれており、鳥居峠を越えた信濃国の荷物が大笹宿から沓掛宿まで沓掛街道で運ばれることも多かった。福島宿 - 沓掛宿間を北国街道・中山道経由で移動すると10宿・20里であるのに対し、大笹街道・沓掛道を利用すれば2宿・14里で済んだことから、輸送費や迅速性の点から優位があった。
慶安3年（1650年）には脇街道である大笹街道を経由して荷物が沓掛へと輸送されるため、本街道の北国街道の利用が減っているとして、北国街道の宿場である矢代本町、矢代、新町、下戸倉町、上戸倉町、上田原町、上田海野町、本海野町、田中町、小諸市町、小諸古町、追分町より訴訟が提起された。その結果、松代より西の者は北国街道を、東の者は大笹街道を通ることとされ、ただし東の者でも北国街道を通りたい者は通って良いとされた。飯山・須坂・松代3藩の江戸への廻米も信州街道を利用することが公に認められていた。
高崎から草津へ向かう草津街道とも高崎 - 須賀尾宿の区間で重複しており、この街道が江戸時代は草津温泉への幹線だったことから草津に向かう湯治客によってもこれらの宿場は賑わった。白根・万座・殺生河原で産出された硫黄の輸送にもこの街道が用いられた。

## 行程

### 大日向道（上田 - 大笹）
上田を起点として、伊勢山で神川を渡河、荒井で松代街道と直交し、真田、横沢、大日向、菅平口、渋沢を経由して鳥居峠を越え、大笹街道と合流して大笹宿に至る。大日向道と大笹街道の合流地点は上野国側のため、両街道の鳥居峠は異なる位置にあり、現在の鳥居峠は大日向道の峠の位置に相当する。

### 大笹街道 / 仁礼街道（福島 - 大笹）
大笹街道 / 仁礼街道の起点は、北国街道松代通りの福島宿（須坂市福島）である。「草津仁礼道」の起点を示す「福島宿道標」は須坂市指定史跡となっている。福島宿から鮎川沿いに井上、八丁、仁礼宿へと登っていく。
仁礼から鳥居峠に至る道は現在と異なり、仁礼から宇原沢川に沿って登り、大谷不動を経由して明神沢で現在の道筋と合流する。旧街道は「旧大笹街道峠道」として須坂市指定史跡となっている。標高1300メートルを超えるこの区間は冬期は通行困難となるまさに難所であり、江戸時代は遭難死者が出ることもあった。大明神沢には茶屋があるとともに、仙仁峠道、保科道との合流地点となる。前述のように鳥居峠の位置も大日向道とは異なり、現在の道よりも約500メートル北側にあった。
鳥居峠を越えて上野国に入り2キロメートルで両街道が合流し、田代を経由して大笹宿（吾妻郡嬬恋村大笹）に至る。

### 大笹 - 三ノ倉

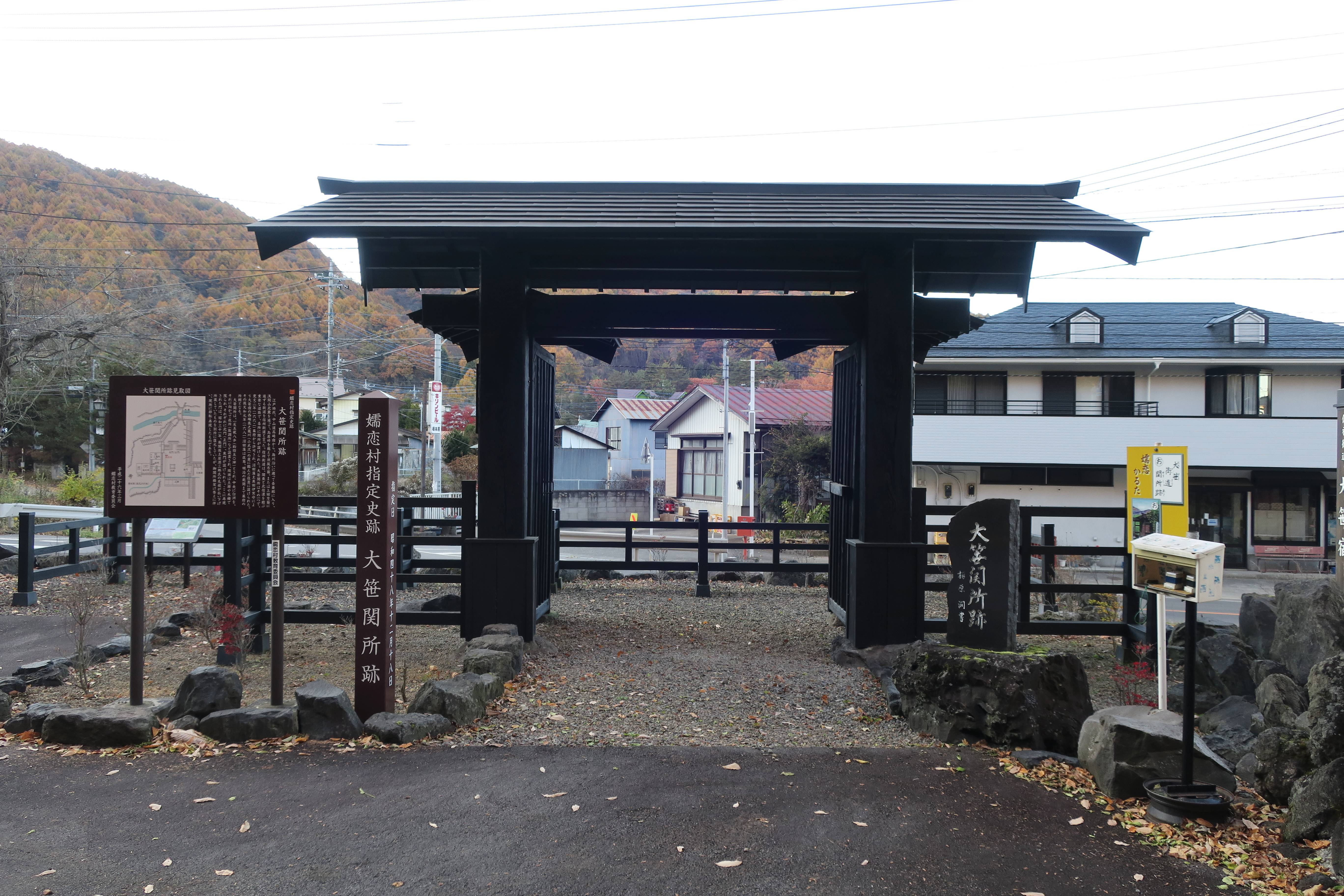
大笹関所（嬬恋村）

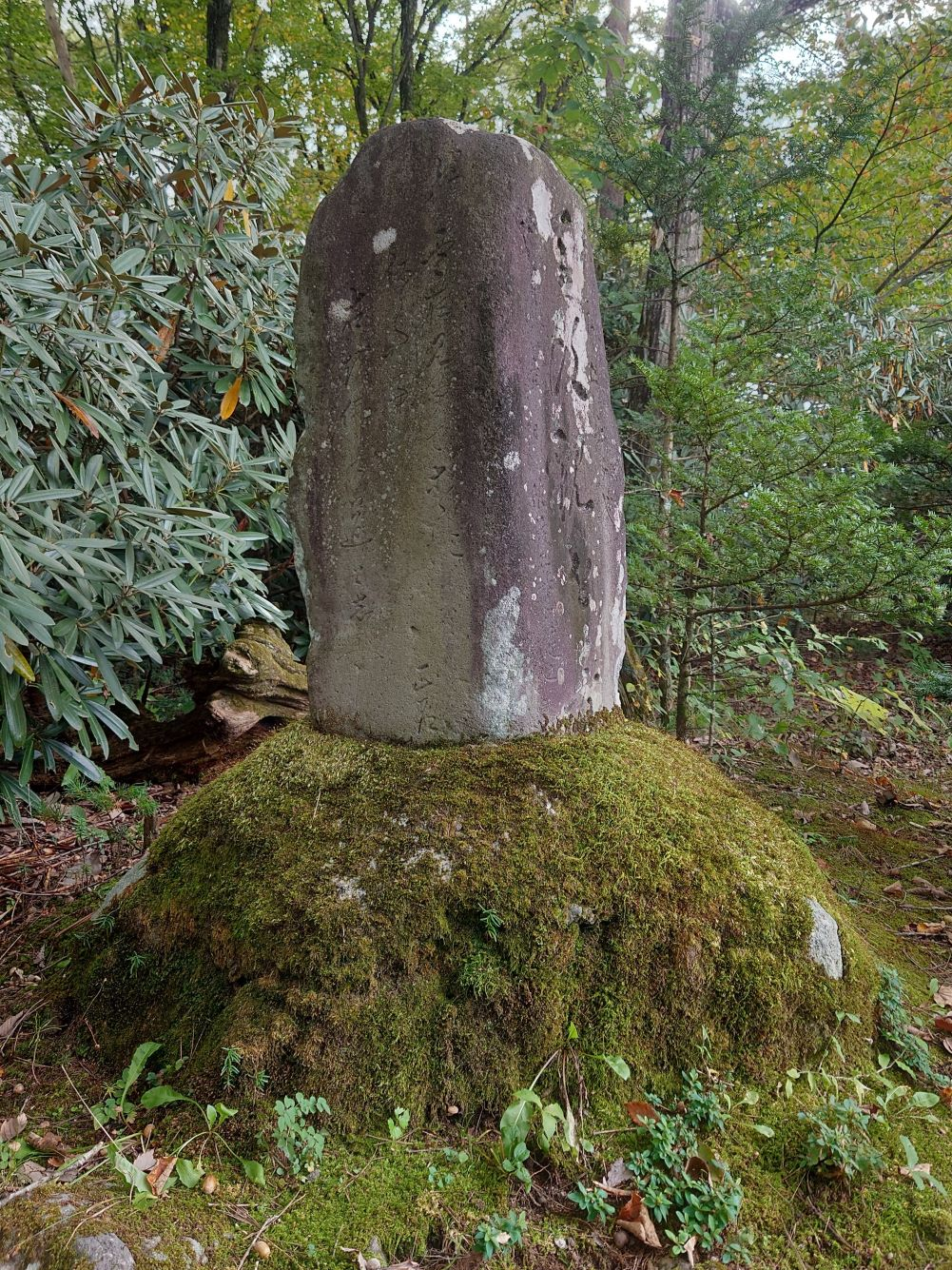
抜道の碑（嬬恋村指定史跡）

大笹宿の入口、鹿籠（しかのろう）川に架けられた刎橋を渡った断崖上に大笹関所が置かれている。関所由来書によると寛文2年（1662年）沼田藩主・真田伊賀守が江戸幕府に願い出て関所の設置を許可され、翌年に建築されたという。ただし幕府の公式な関所となる以前から真田氏は私的に関所を設置していたようである。関所の管轄は当初沼田藩だったが、真田氏の改易以降は元沼田藩士の郷士（浪人）4人が岩鼻代官管轄のもと関所番人を世襲した。慶応4年（1868年）3月に岩鼻代官所が廃止されると一時的に安中藩の管轄下に入ったが、6月ごろには岩鼻県の管轄となり、9月には関所の廃止が言い渡された。大笹関所跡は現在嬬恋村指定史跡となっている。
『上野志』には「関所より一町手前に女人道あり」との記述がある。関所では女性を厳しく取り締まったため、関所を通らない抜け道を女人道と呼んだ。抜け道の途中には善光寺への道を暗示する句が刻まれた「抜道の碑」が地元の村人によって建てられ、嬬恋村指定重要文化財となっている。
大笹宿の中程に沓掛道との分岐点があった。
大笹宿から鎌原宿（嬬恋村鎌原）にかけてのルートには2つの説があり、一つは大笹からまっすぐ進んで吾妻川を渡って大前を通過し、再度吾妻川を渡って鎌原に向かう道で、もう一つは大笹を出て南下東進してから北上し鎌原に入る道である。前者は川を二度渡る必要がある上勾配のきつい箇所もあるが、後者の方が道のりは長く、両方とも信州街道として利用されていた可能性もある。
鎌原宿は、浅間山の天明大噴火による最も大きな被害を受けた村として知られており、それ以前の宿場は埋没しているため現在の街道は再興されたもので、短冊形の地割りがよく残っている。

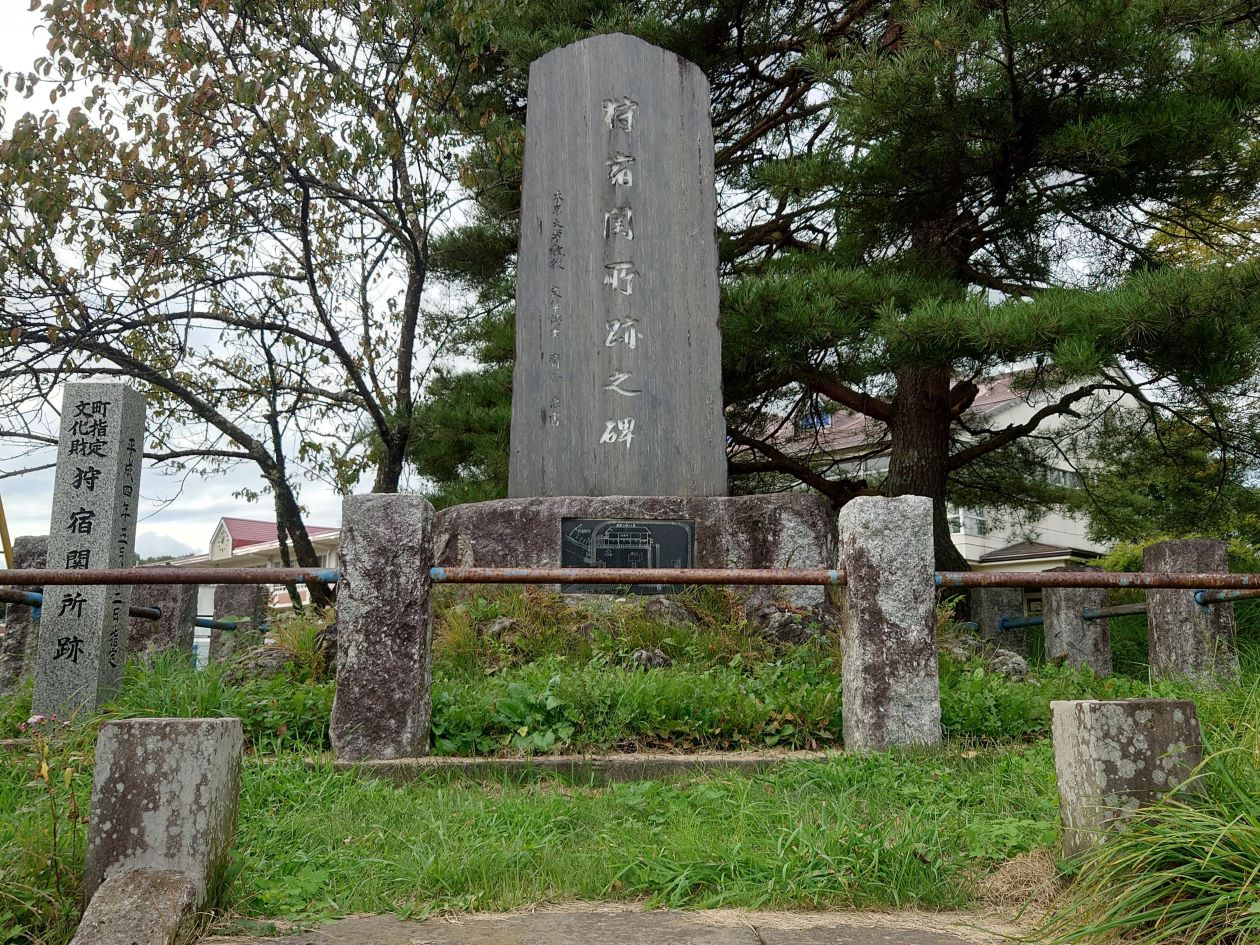
狩宿関所跡（長野原町指定史跡）

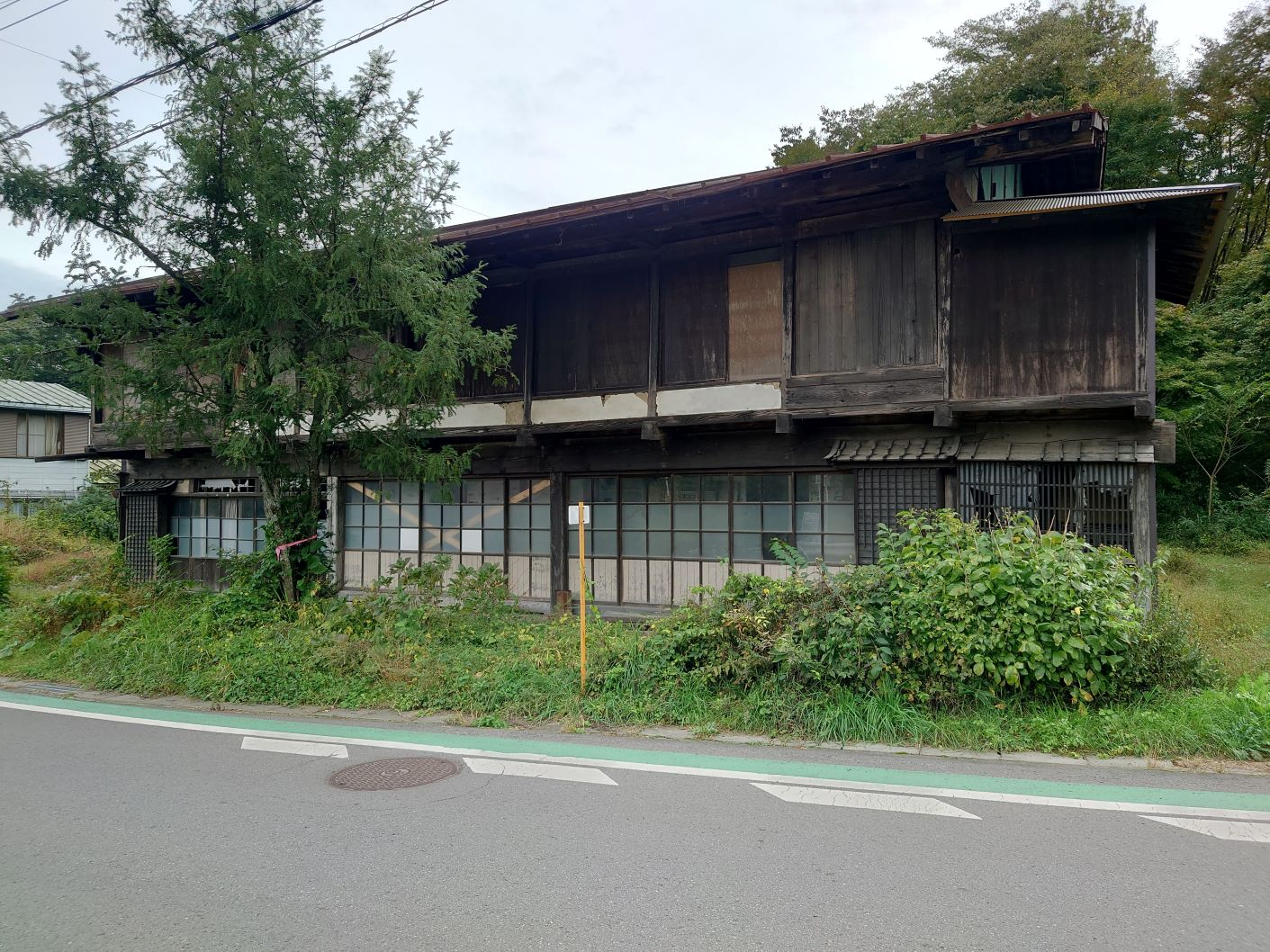
旧狩宿茶屋本陣（登録有形文化財）

鎌原宿から小代集落を抜けて狩宿宿（長野原町応桑）に向かうが、廃道や畑になって消滅している区間もある。狩宿宿にも狩宿関所が置かれ、その場所は宿場の西側の入口にあたる応桑小学校（2024年3月閉校）の位置だったとみられている。狩宿関所も大笹関所と同様、元々真田氏が私的に関所を設置していたものを、幕府の許可を得て公式に設置されたものである。寛文2年（1662年）に大笹関所とともに許可を得て、大笹より1年遅れて寛文4年（1664年）に建物が完備された。なお狩宿関所はもともと大笹関所に附属の「番所」として一格下の扱いであった。狩宿関所の前で沓掛道と信州街道が交わり、狩宿関所は信州街道を往来する人々よりも沓掛道から草津へ向かう者を取り締まることが主な目的だった。狩宿関所も慶応4年（1868年）9月に岩鼻県によって廃止された。狩宿関所跡は長野原町指定史跡、旧狩宿茶屋本陣は登録有形文化財となっている。狩宿宿の出口に草津方面との分岐点があり、道標を兼ねた双体道祖神に右はるな、左くさつと刻まれている。
狩宿からは万騎峠を越えて須賀尾宿（東吾妻町須賀尾）に向かう。源頼朝が峠を越えたとか、その際獣が家臣に化けたので区別のために陣笠に卍をつけたので「卍（まんじ）峠」と呼ばれるようになったとか、一万騎で越えたことから万騎峠の名があるといった伝説がある。
万騎峠を越えると、草津から長野原を経由して須賀尾峠を越えた草津街道と合流する。ここから先、高崎まで草津街道と重複区間となる。須賀尾宿は元和4年（1618年）に町割りを行い設置された宿場であるという。

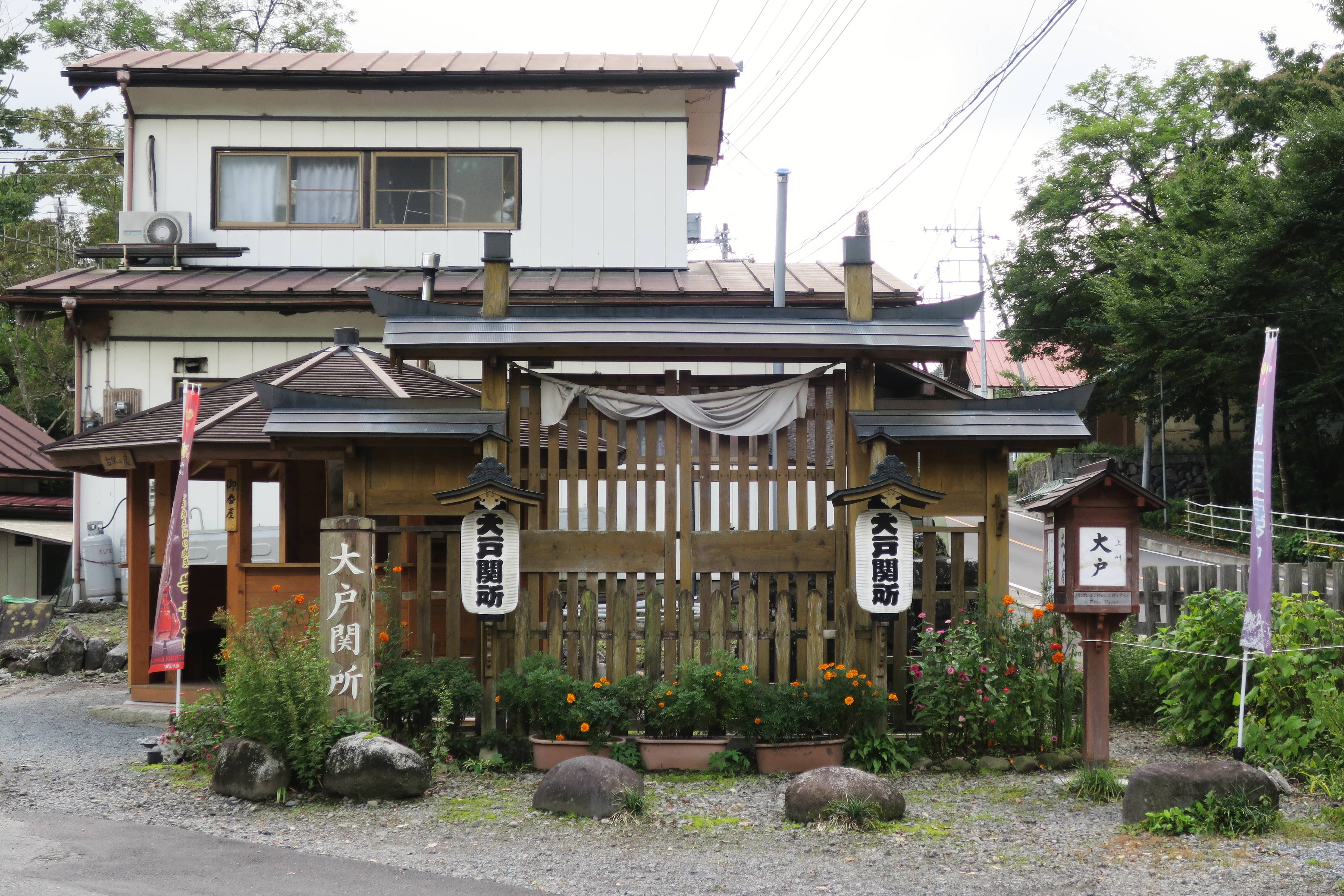
大戸関所（東吾妻町）

須賀尾宿を抜けると矢久沢を越え、温川を渡って本宿の町並みを抜け、大戸関所の前で原町（東吾妻町原町）に向かう道と合流する。関所は寛永6年（1629年）まで本宿村関屋（東吾妻町本宿）にあったが、寛永8年（1631年）に大戸に移ったという。大戸関所の南に大戸宿が軒を並べる。
大戸宿から南下し、忠治地蔵（国定忠治処刑場跡）や長井集落を通過し、東善寺の前に出て烏川を渡る。烏川西岸を下り、倉渕中学校の先で吊り橋を烏川東岸へ渡る。三ノ倉宿（高崎市倉渕町三ノ倉）の手前で中山道松井田宿から地蔵峠を越えてきた道と合流する。

### 三ノ倉 - 高崎
三ノ倉宿から高崎までは、烏川北岸を通り三国街道に合流して高崎に入る室田宿（高崎市下室田町）経由と、烏川南岸を通り中山道に合流して高崎に入る神山宿（高崎市上里見町）経由の2つのルートがあった。両ルートは烏川で隔てられており、元禄国絵図では上室田と上里見の間に唯一橋が架けられており、神山宿ルートはこの橋を渡らない場合は上流の落合（高崎市三ノ倉町）から渡河した。
室田宿の方が早くから市が開かれるなど古くから栄えたが、巡見使の荷物輸送や神山の市の開設といった問題から宝暦10年（1760年）に室田側が訴訟を提起し、上里見藩主・松平忠恒が若年寄だったこともあり、神山側が勝訴し市の開設が公に認められた。

#### 三ノ倉 - 室田 - 高崎
元々は北方の斉渡を通るルートだったが、弘化4年（1847年）に南の烏川北岸断崖上に新道が開かれた。斉渡から室田宿に向かう街道の途中、字江戸村には江戸村の道標（高崎市指定重要有形民俗文化財）が現存する。
室田宿は元は鷹留城の根小屋となったことから成長が始まり、宿駅となった後は寛文10年（1670年）に市座が認められるなど繁栄を遂げ、現在の下室田小学校入口の南側にあたる位置に本陣が存在した。
室田宿を東に出て中島川板橋を渡り、長年寺前を通って鳥頭峠、上手長、下手長を通り、烏川北岸を南東に神戸、本郷、小塙と進み、天竜護国寺の南を通って、相生町と住吉町の間にあった高崎宿の七口の一つ、三国街道の起点である相生町口の木戸から高崎宿に入った。

#### 三ノ倉 - 神山 - 高崎
烏川を渡河して南岸の断崖を通り神山宿に向かう道は危険な箇所が多く、猿落と呼ばれる難所があったが、文化6年（1809年）に新道を開通させたことで便が良くなった。西間野（猿落）の磨崖碑（高崎市指定史跡）は、新道の開通を記念するものである。
神山宿は中世の上山城の根小屋から発達し、前述のように対岸の室田宿よりも後発で、利害が対立する関係にあった。神山宿の設置は延享3年（1746年）とされ、寛延元年（1748年）から明和4年（1767年）の間は上里見藩（2万石）の藩庁（陣屋）が宿場の南に置かれた。
下豊岡町で中山道と合流して烏川を渡り、高崎宿に至る。中山道との合流地点には下豊岡の道しるべ（高崎市指定重要文化財）が現存する。

## 歴史
上州街道 / 信州街道の利用の記録は室町時代からあり、宗祇は信濃国から「菅の荒野」（菅平高原）を経由して草津温泉を訪れ、宗祇の弟子・宗長は大戸経由で草津温泉まで往復して大戸城主・浦野三河守の歓迎を受けている。
上州街道に宿駅を設置して街道として本格的に整備したのは上田・沼田に領地を有した真田氏で、大笹街道は慶安3年（1650年）に江戸幕府から北国街道の脇往還として公に認められた。
明治22年（1889年）、大笹街道が長野県の県道に加えられたが、明治26年（1893年）に信越本線が全通すると、上田駅から鳥居峠に向かう大日向道の重要度が増し、県道に指定されるとともに改修が進められた。鳥居峠の道も大笹街道は廃され南にある大日向道の峠道が現在まで続く本通りとなった。これにより大笹街道および仁礼宿は衰退した。
群馬県側では明治時代に吾妻渓谷を越えて東西吾妻郡を結ぶ道路が開鑿されたことで大戸、万騎峠を通る街道は使われなくなった。
大正時代に沓掛街道と併走する草軽軽便鉄道が開通したことも貨物輸送路としての利用価値の低下に拍車を掛けた。

## 現在の上州街道
上州街道のルートは国道144号（群馬県内「信州街道」は国道406号）が踏襲しており、同国道の通称となっている。そのうち特に住吉交差点（上田市住吉）〜住吉北交差点（同）にはしなの木通りという愛称が付されている。
上田市街地と上信越自動車道上田菅平ICとを結ぶ幹線道路として、また、菅平高原へと至る観光道路として機能している。
ほぼ全線が2車線のつづら折れの道路だが、インターチェンジへのアクセス道路として住吉交差点〜上野交差点は近年4車線に拡幅された。真田町長地籍では、1972年（昭和47年）に廃止された上田交通真田傍陽線の廃線敷を利用したバイパス（真田バイパス）を経由している。

### 交差・接続する路線

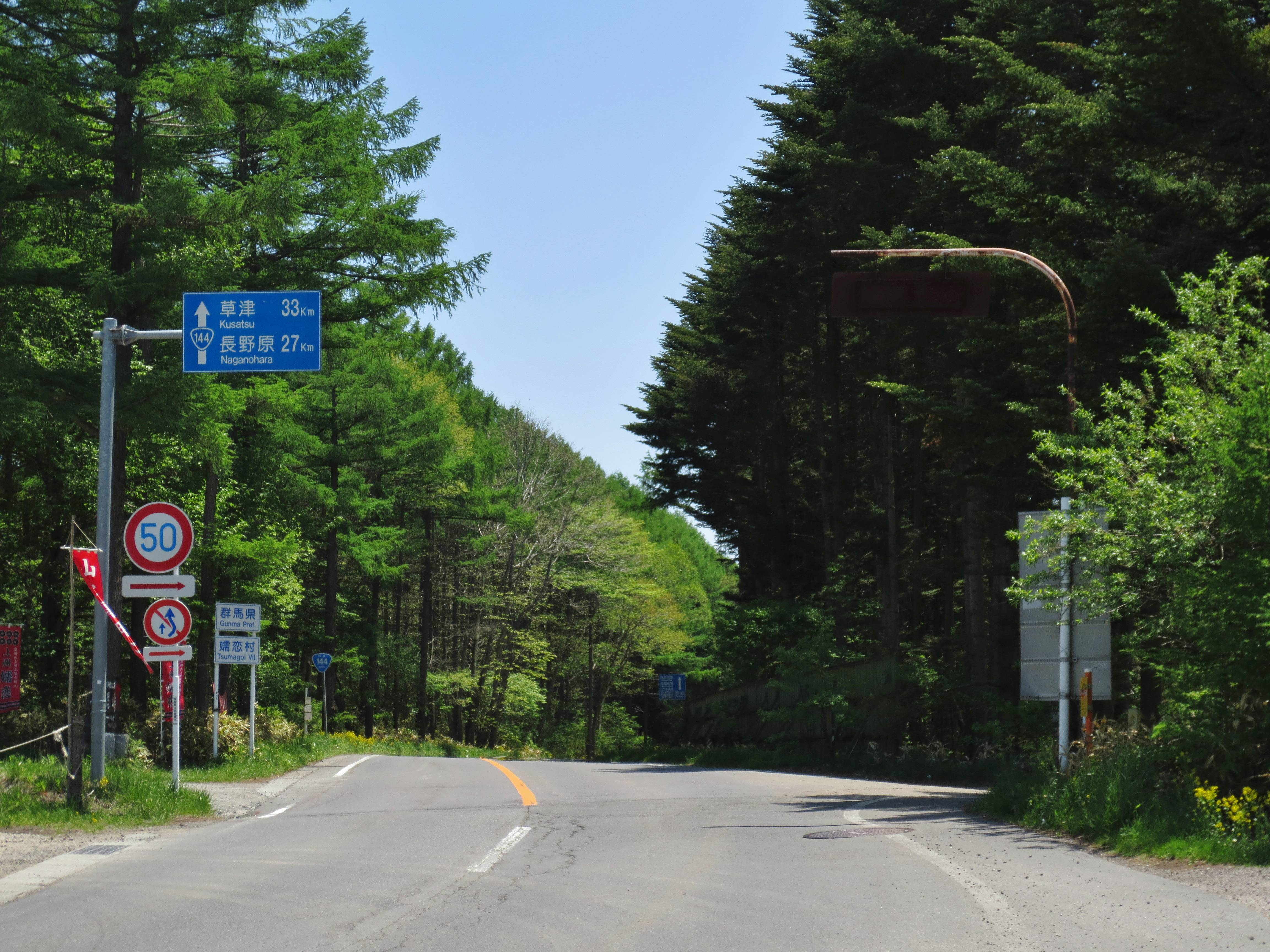
鳥居峠（長野・群馬県境）

- 上川原柳町交差点（上田市中央東）
  - 国道18号（産業道路）
- 古里西交差点（上田市住吉）
  - 浅間山麓広域農道（浅間サンライン）
- 住吉交差点（上田市住吉）
  - 国道18号（上田バイパス）
- 上田菅平インターチェンジ（上田市住吉）
  - 上信越自動車道
- 住吉北交差点（上田市住吉）
  - 長野県道180号住吉上田線
- 伊勢山交差点（上田市上野）
  - ふるさと農道（戸石米山城街道）
- 下原交差点（上田市真田町本原）
  - 長野県道176号下原大屋停車場線
- 荒井交差点（上田市真田町長）
  - 長野県道35号長野真田線
- （上田市真田町長付近）
  - 長野県道175号矢沢真田線
- 横沢交差点（上田市真田町長）
  - 長野県道4号真田東部線
- 菅平口交差点（上田市真田町長）
  - 国道406号
- 鳥居峠付近（上田市真田町長）
  - 長野県道182号菅平高原線（大笹街道）

### 沿道・周辺

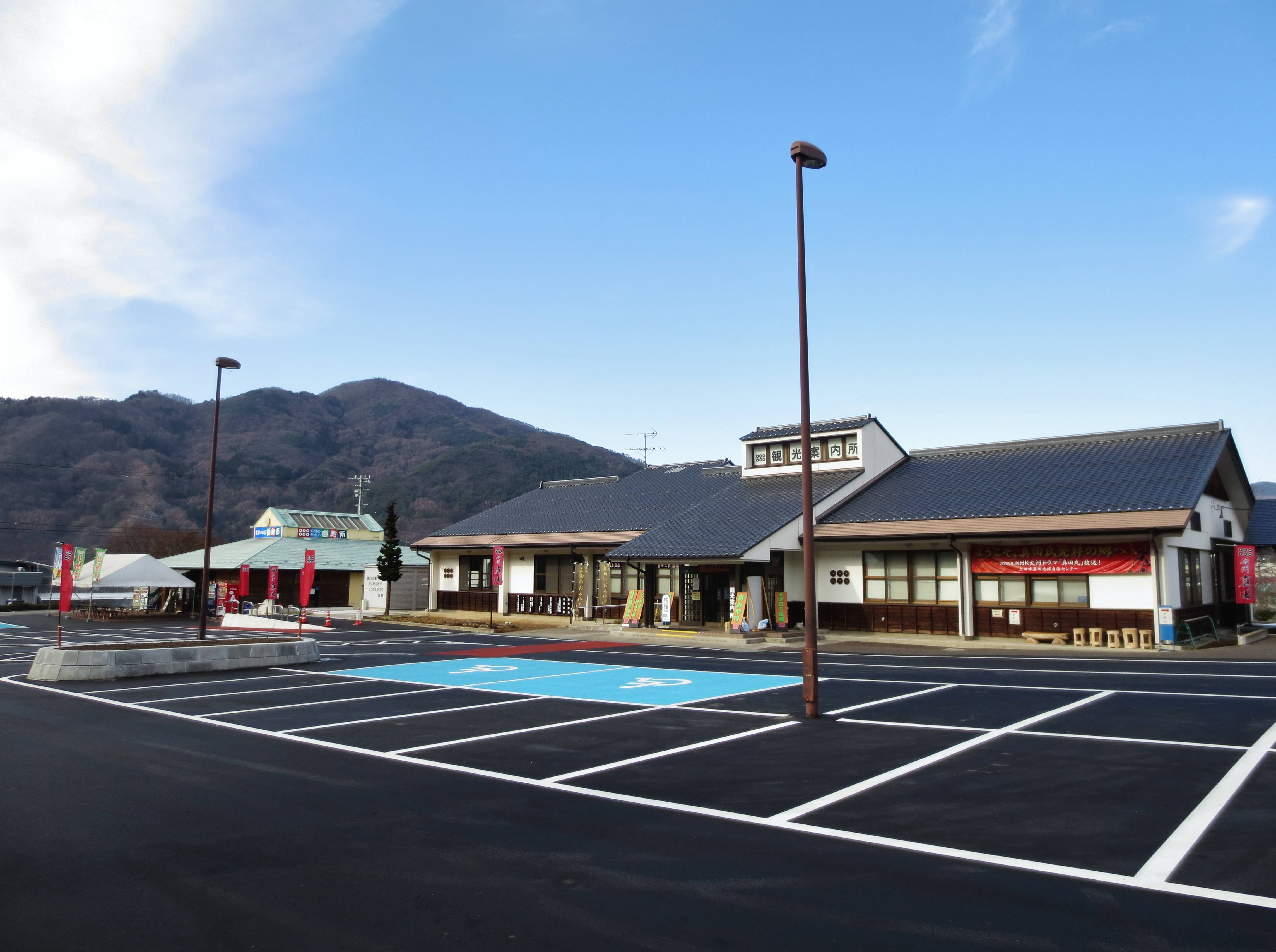
国道144号沿いにある「ゆきむら夢工房」（長野県上田市）

戦国大名真田氏発祥の地である真田町を抜けており、近隣には史跡が点在する。
- 砥石米山城
- 真田氏発祥の郷碑
- 真田氏館跡
  - 真田氏博物館
- 上田市役所真田地域自治センター（旧 真田町役場）
- 真田温泉ふれあいさなだ館
- 真田氏本城跡
- 渋沢温泉